# Adéla Bruns
Adéla Bruns z d. Sýkorová (ur. 5 lutego 1987 w Gottwaldovie) – czeska strzelczyni sportowa, brązowa medalistka olimpijska z Londynu w konkurencji karabinu małokalibrowego w trzech podstawach na dystansie 50 m.

## Igrzyska olimpijskie
| Igrzyska | Miejscowość    | Konkurencja                               | Kwalifikacje | Kwalifikacje | Finał                   | Finał                   |
| Igrzyska | Miejscowość    | Konkurencja                               | Wynik        | Pozycja      | Wynik                   | Pozycja                 |
| -------- | -------------- | ----------------------------------------- | ------------ | ------------ | ----------------------- | ----------------------- |
| IO 2008  | Pekin          | Karabin małokalibrowy, trzy pozycje, 50 m | 578          | 19.          | Nie zakwalifikowała się | Nie zakwalifikowała się |
| IO 2012  | Londyn         | Karabin pneumatyczny, 10 m                | 392          | 31.          | Nie zakwalifikowała się | Nie zakwalifikowała się |
| IO 2012  | Londyn         | Karabin małokalibrowy, trzy pozycje, 50 m | 584          | 4. Q         | 683,0                   | brąz                    |
| IO 2016  | Rio de Janeiro | Karabin pneumatyczny, 10 m                | 411,8        | 32.          | Nie zakwalifikowała się | Nie zakwalifikowała się |
| IO 2016  | Rio de Janeiro | Karabin małokalibrowy, trzy pozycje, 50 m | 582          | 8. Q         | 404,3                   | 7.                      |